# Small’s Paradise
Small’s Paradise (mit vollem Namen Ed Small’s Paradise) war ein Nachtclub und Veranstaltungsort, der ab 1923 im New Yorker Stadtteil Harlem bestand und in den 1930er-Jahren mit dem Cotton Club und dem Connie’s Inn zu den „Big Three“ unter den Nachtclubs in Harlem gehörte.
Der am 26. Oktober 1925 von Edwin Smalls gegründete Nachtclub Small’s Paradise befand sich in 2294 H Adam Clayton Powell, Jr., Boulevard, an der südwestlichen Ecke der 135th Street; er galt ab Mitte der 1920er-Jahre als einer von Harlems populärsten Jazzclubs und Restaurants im Harlem der Roaring Twenties zur Zeit der Prohibition; der Saal fasste ca. 1500 Personen. Zu den Bands, die dort ein regelmäßiges Engagement hatten, gehörte zehn Jahre Charlie Johnsons Jazzband.
Im Jahr 1929 veröffentlichte das Magazin Variety eine Liste der wichtigsten Nachtclubs von Harlem; das Small’s nahm den ersten Platz ein, gefolgt vom Cotton Club, dem Barron Wilkins’ Exclusive Club und dem Connie’s Inn. Der immense Erfolg dieser Clubs beruhte zum großen Teil auf der Faszination, die für das weiße Publikum dieser Epoche die afroamerikanische Kultur hatte. Der Club gestattete durch die hohen Eintrittspreise nur einer exklusiven Gruppe Wohlhabender den Zutritt: 1929 betrug der Gedeckpreis vier Dollar, zu einer Zeit, als die meisten Einwohner von Harlem über ein Einkommen von sechs bis zwölf Dollar pro Woche verfügten. Die wichtigsten Musiker und Sänger des Jazz dieser Epoche gastierten im Small’s Paradise, mit Musikern, die in den anderen Clubs des Viertels spielten, fanden nächtliche Jamsessions statt. Viele Intellektuelle und Künstler besuchten den Club, wie Alain Locke, Countee Cullen, William Faulkner und Langston Hughes. Der Schriftsteller und Fotograf Carl van Vechten zog seine Inspiration zu Black Venus, einem Jazzclub in seinem Roman Nigger Heaven (1926) aus seinen Besuchen im Small’s. 1944 arbeitete dort Malcolm X als Bedienung.
Nach dem Niedergang in den 1940er-Jahren wurde es von dem Basketballspieler Wilt Chamberlain (als Mitinhaber) 1961 von Ed Smalls erworben und in der West 135th Ecke 7th Avenue als Big Wilt’s Small’s Paradise im August 1964 wiedereröffnet. Dort traten in diesen Jahren unter anderem Roy Brooks, King Curtis Babs Gonzales und Jimmy Smith auf. In den 1970er-Jahren öffnete sich Big Wilt's Small's Paradise anderen Stilrichtungen außerhalb des Jazz und veranstaltete auch Rockkonzerte und fungierte als Diskothek, bevor er 1986 endgültig schloss. Heute befindet sich unter dieser Adresse ein Restaurant der Kette International House of Pancakes (IHOP).

## Mitschnitte
- Jimmy Smith: Groovin' at Smalls' Paradise, 1957
- Babs Gonzales: Sunday Afternoon at Small's Paradise, 1962
- King Curtis: Live at Small's Paradise, 1966
- Rod Piazza: Magnum Music Group: Live at Small's Paradise, 1969
- Roy Brooks: Ethnic Expressions – Live at Small's Paradise, 1973

## Weiterführende Literatur
- Irving L. Allen: The City in Slang: New York Life and Popular Speech. New York: Oxford University Press, 1993.
- Cary D. Wintz and Paul Finkelman: Encyclopedia of the Harlem Renaissance. New York: Routledge, 2004.